# Xã Liberty, Quận Pulaski, Missouri
Xã Liberty (tiếng Anh: Liberty Township) là một xã thuộc quận Pulaski, tiểu bang Missouri, Hoa Kỳ. Năm 2010, dân số của xã này là 5.086 người.